# Gail Pheterson
Gail Pheterson, née en 1948 aux États-Unis, est chercheuse, enseignante et psychothérapeute.
Elle est enseignante-chercheuse au Centre de recherches sociologiques et politiques de Paris CRESPPA-UMR 7217, CNRS et Université Paris 8, Équipe CSU (Cultures et sociétés urbaines) et maître de conférences en psychologie sociale à l'université de Picardie à Amiens.

## Biographie
Après avoir obtenu en 1974 un Ph.D (doctorat) en psychologie sociale à l’université de Californie, Gail Pheterson occupe ensuite un poste d’enseignante-chercheuse en psychologie à l’université d'Utrecht. Elle est, depuis 1997, maître de conférences à l’université de Picardie Jules-Verne à Amiens, et depuis 2008, enseignante-chercheuse au CRESPPA-CSU. Lors d’une période de délégation à l’université de Porto Rico, elle a effectué des recherches en sociologie de la santé reproductive aux Caraïbes, qui s’inscrivaient dans le champ plus vaste de son HDR soutenue en 2005 : Rapports sociaux de pouvoir et fonctionnement psychique : études socio-cliniques et interculturelles de préjugés, stigmates et processus de changement. Elle a progressivement élaboré une critique épistémologique qui recadre les problématiques psychologiques, tant théoriques que méthodologiques, en exigeant l’étude de l’impact des rapports sociaux de pouvoir sur le psychisme, et en analysant la fonction idéologique du parti pris a-historique et a-politique des interprétations psychologisantes des dynamiques sociales.
Dans le cadre général de son intérêt pour l’intériorisation et l’institutionalisation des normes sociales dans des contextes historiques et culturels particuliers, elle s’est centrée sur la régulation de la prostitution et de la reproduction en tant que prisme des rapports sociaux de genre dans une perspective féministe matérialiste. Cf. Le Prisme de la prostitution (L’Harmattan 2001, éd. orig. anglaise augmentée) ainsi que « Grossesse et prostitution : les femmes sous la tutelle de l’État » (Raisons politiques, 2003) et, en collaboration avec Yamila Azize, « Avortement sécurisé hors la loi dans le Nord-Est des Caraïbes » (Sociétés contemporaines, 2006). 
Parmi ses projets en cours, la codirection du "Réseau d'Afrique centrale sur la santé reproductive des femmes : Gabon, Cameroun, Guinée équatoriale (GCG)".

## Publications
- (en) The Whore Stigma: Female Dishonor and Male Unworthiness, La Haye, DCE, 1986.
- (en) A Vindication of the Rights of Whores, ed. Gail Pheterson, The Seal Press, 1989.
- (en) Trends and Issues in Theoretical Psychology, ed. I. Lubek, R. van Hewewijk, Gail Pheterson, C. Tolman, New York, Springer Publishing,1995.
- (en) The Prostitution Prism, Amsterdam, Amsterdam University Press, 1996.
- (fr) Le prisme de la prostitution, édition augmentée de la version anglaise, trad. Nicole-Claude Mathieu, Paris, L’Harmattan, 2001.
- (fr) Femmes en flagrant délit d'indépendance, Lyon, Tahin Party, 2010.